# Escañuela
Escañuela là một đô thị trong tỉnh Jaén, Tây Ban Nha. Theo điều tra dân số 2006 (INE), đô thị này có dân số là 950 người.
37°52′B 4°2′T / 37,867°B 4,033°T